# Walmir Wagner
Walmir Wagner (Brusque, 11 de agosto de 1944) é um político brasileiro.

## Vida
Filho de Arnoldo Wagner e de Irmgardt Wagner. Casou com Ivete Sartori e tiveram filhos.

## Carreira
Foi deputado à Assembleia Legislativa de Santa Catarina na 8ª legislatura (1975 — 1979), eleito pelo Movimento Democrático Brasileiro (MDB).